# Les Pêcheurs de Poissy
Les Pêcheurs de Poissy est un tableau réalisé par le peintre impressionniste Claude Monet en 1882.
Il a été acquis par le Kunsthistorisches Museum en 1942. À la suite de la réorganisation des présentations de tableaux en fonction de l'époque dans la capitale autrichienne, les tableaux impressionnistes ont quitté le Kunsthistorisches Museum et été transférés au palais du Belvédère où ce tableau de Claude Monet se trouve désormais.

## Contexte
Claude Monet vécut à Poissy deux ans, de décembre 1881 à avril 1883, dans la Villa Saint Louis en bord de Seine, à proximité de  l'ancien pont. Grâce à la mise en service de la ligne Paris - Le Havre en 1843, de nombreux artistes et parisiens installent leurs maisons de villégiature près des berges  et pratiquent des activités nautiques telles que le canotage ou la baignade. Guy de Maupassant raconte brièvement dans la nouvelle De Paris à Rouen publiée en 1883, l'activité qui y régnait : 
« Poissy, célèbre par sa maison centrale, son ancien marché aux bœufs et ses pêcheurs à la ligne.
M. Meissonnier habite ici, sur la gauche ; Mlle Suzanne Lagier prit plus de goujons dans ce petit bout de rivière qu’il n’y a de rosières à Nanterre. Beaucoup d’artistes dramatiques viennent chaque dimanche empaler des asticots dans ce pays. ».

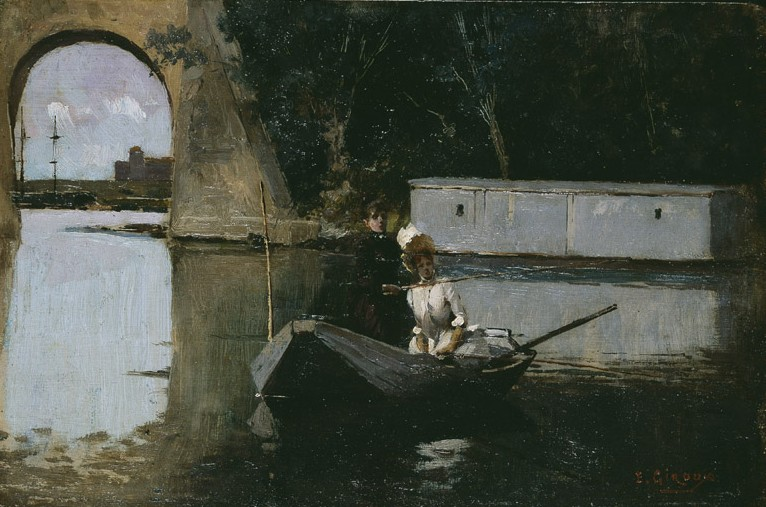
Partie de canots sous le pont de Poissy d'Ernest Giroux peinte dans la deuxième moitié du XIXe siècle.
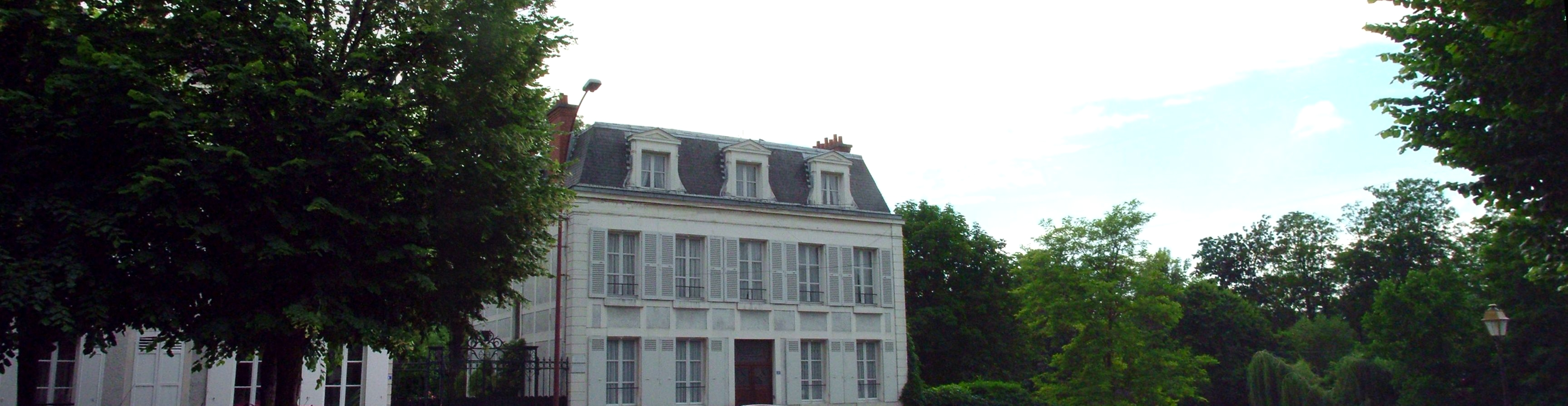
Villa Saint Louis, maison où Claude Monet résida.